# 杨建军
杨建军（1964年1月—），中华人民共和国政治人物，辽宁大连人，前沈阳市副市长兼市公安局局长。

## 履历
1985年1月加入中国共产党，1986年7月参加工作。长期在辽宁公安司法管理干部学院工作，2004年10月任副院长；2011年12月任本溪市副市长，政法委副书记兼公安局局长；2015年10月，任辽宁公安司法管理干部学院（辽宁政法职业学院）党委书记；2017年4月任沈阳市副市长兼市公安局局长。2021年8月落马。
落马前，杨建军出席的最后一次公开活动是2021年8月2日举行的沈阳市政府党组（扩大）会议和第二十届105次常务会议。
2022年5月，遭到开除党籍、开除公职处分。

## 相关人物
- 李文喜（上司）：原辽宁省公安厅厅长，辽宁省政协副主席，2010年退休，2021年落马。[4]
- 孟炜（下属）：沈阳市公安局副局长（2017.02-2017.11），2021年5月落马。[2]